# Lino Brocka
Lino Brocka est un réalisateur philippin, né le 7 avril 1939 à Pilar (Sorsogon) aux Philippines, et mort le 22 mai 1991  à Quezon City.

## Biographie
Après des études à l'université des Philippines, Lino Brocka se convertit à la religion mormonne en réaction au catholicisme de son pays et passe deux ans, en tant que missionnaire, dans une colonie de lépreux à Hawaii. De retour aux Philippines, il participe à des spectacles d'une compagnie théâtrale : il monte des pièces du répertoire contemporain (Tennessee Williams, Jean-Paul Sartre), mais également des spectacles reflétant les problèmes de son pays.
À l'orée des années 1970, il commence à tourner des films à petits budgets avant de créer sa propre société de production, la Cinémanila. Marqués par une ambiance bon enfant, les films de Lino Brocka, dont les personnages évoluent généralement dans un environnement socio-économique apaisé, s'adressent pour l'essentiel à un public populaire. Toutefois, certains d'entre eux, marqués par des préoccupations sociales et politiques, apparaissent plus ambitieux. Cette alternance, délibérée, s'explique par sa volonté de « développer un grand public philippin » et « d'élever le niveau du cinéma local en introduisant des changements progressifs ».
Des films comme Insiang (1976) ou Bayan ko (1985) lui ouvrent les portes de la renommée en Europe.
Il meurt dans un accident de voiture en 1991 à Manille.
Le long métrage Les Nuits fauves est dédié à Lino Brocka, décédé durant la production du film.

## Filmographie
- 1970 : Wanted: Perfect Mother
- 1970 : Santiago
- 1971 : Tubog sa ginto (en)
- 1971 : Stardoom
- 1971 : Lumuha pati mga angel
- 1972 : Cherry Blossoms
- 1972 : Caena de amor
- 1973 : Villa Miranda
- 1974 : Tinimbang ka ngunit kulang
- 1975 : Tatlo, dalawa, isa
- 1975 : Manille (Maynila: Sa mga kuko ng liwanag)
- 1976 : Lunes, Martes, Miyerkules, Huwebes, Biyernes, Sabado, Linggo
- 1976 : Insiang
- 1977 : Tahan na, Empoy, tahan
- 1977 : Inay
- 1978 : Tatay kong nanay, Ang
- 1978 : Gumising ka, Maruja
- 1978 : Hayop sa hayop
- 1979 : Ina, kapatid, anak
- 1979 : Init
- 1979 : Rubia Servios
- 1979 : Jaguar
- 1979 : Ina ka ng anak mo (en)
- 1980 : Nakaw na pag-ibig (en)
- 1980 : Angela Markado (en)
- 1980 : Bona
- 1981 : Dalaga si misis, binata si mister
- 1981 : Cover Girls
- 1981 : Caught in the Act
- 1981 : Burgis
- 1982 : Palipat-lipat, papalit-palit
- 1982 : Mother Dear
- 1982 : In Dis Korner
- 1982 : Caïn et Abel (en) (Cain at Abel)
- 1983 : Hello, Young Lovers
- 1983 : Stranger in Paradise
- 1984 : PX
- 1984 : Hot Property
- 1984 : Adultery (Aida Macaraeg Case No. 7892)
- 1985 : Miguelito, ang batang rebelde
- 1985 : Bayan ko: Kapit sa patalim
- 1986 : Ano ang kulay ng mukha ng Diyos
- 1987 : Pasan ko ang daigdig (en)
- 1987 : Maging akin ka lamang
- 1988 : Macho Dancer (en)
- 1988 : Natutulog pa ang diyos (en)
- 1989 : Les Insoumis (Orapronobis)
- 1989 : Kailan mahuhugasan ang kasalanan? (en)
- 1989 : Babangon ako't dudurugin kita
- 1990 : Kung tapos na ang kailanman
- 1990 : Modèle:Lier
- 1990 : Hahamakin lahat
- 1990 : Ama... bakit mo ako pinabayaan?
- 1991 : Sa kabila ng lahat (en)
- 1991 : Makiusap ka sa Diyos (en)
- 1991 : Kislap sa dilim
- 1991 : Biktima (en)
- 1991 : Maalaala mo kaya (série télévisée), 3 épisodes
- 1992 : Lucia
- 1992 : Comment vont les enfants (film collectif produit par l'Unicef), segment Oca

## Distinctions

### Récompenses
- FAMAS Awards : 6 récompenses
- Festival des trois continents 1983 : Montgolfière d'or pour Angela Markado

### Nominations
- FAMAS Awards : 8 nominations

### Sélections
- Festival de Cannes 1980 : sélection officielle, en compétition pour la Palme d'or, pour Jaguar
- Festival de Cannes 1984 : sélection officielle, en compétition pour la Palme d'or, pour Bayan ko: Kapit sa patalim